# Győrasszonyfa, Győr-Moson-Sopron
Győrasszonyfa  este un sat în districtul Pannonhalm, județul Győr-Moson-Sopron, Ungaria, având o populație de 518 locuitori (2011). 

## Demografie
Componența etnică a satului Győrasszonyfa
     Maghiari (98,38%)
     Necunoscut (0,69%)
     Romi (0,92%)
     Alții (0,69%)
Componența confesională a satului Győrasszonyfa
     Fără religie (5,21%)
     Reformați (3,67%)
     Necunoscută (90,54%)
     Luterani (0,58%)
Conform recensământului din 2011, satul Győrasszonyfa avea 518 locuitori. Din punct de vedere etnic, majoritatea locuitorilor (98,38%) erau maghiari. Apartenența etnică nu este cunoscută în cazul a 0,69% din locuitori. Nu există o religie majoritară, locuitorii fiind persoane fără religie (5,21%) și reformați (3,67%). Pentru 90,54% din locuitori nu este cunoscută apartenența confesională.